# 황금 양모

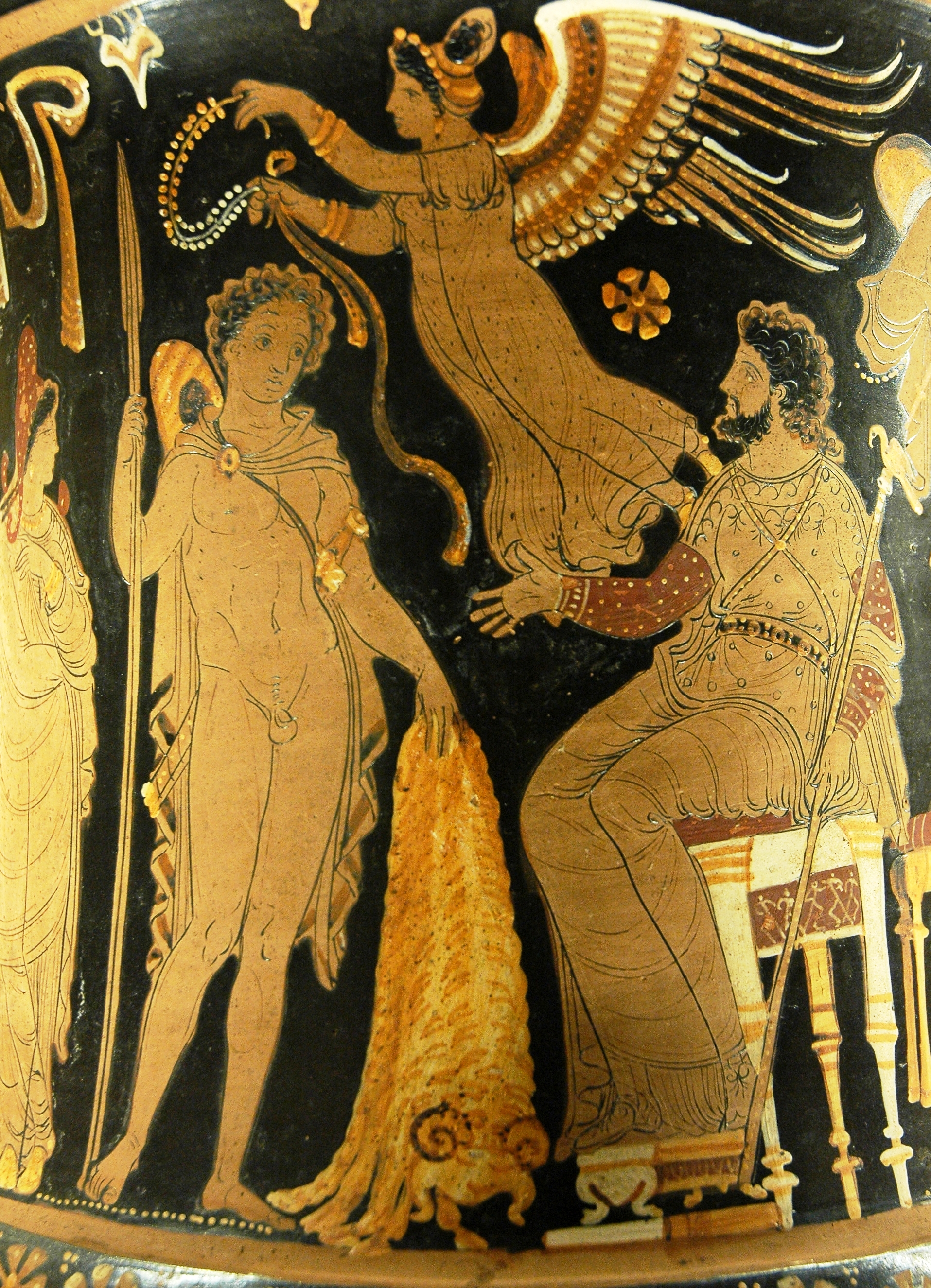
이아손이 황금 양모를 가지고 돌아오는 장면을 묘사한 크레이터, 기원전 340~330년경, 아풀리아, 이탈리아.

황금 양모(黃金羊毛, 그리스어: Χρυσόμαλλον Δέρας) 또는 금양 모피(金羊毛皮)는 그리스 신화에서 날개 달린 황금빛 양의 털가죽을 말한다. 이 전설은 이아손과 아르고 호의 원정대의 이야기에 나온다. 이 이야기는 상당히 오랜 기원이 있는 전설로 기원전 8세기 호메로스 당대에도 이야기가 존재했었으며 그 이후도 여러 가지 형태의 이야기가나왔다. 가장 고전적인 이야기는 기원전 3세기경 아폴로니우스가 쓴 서사시 《아르고나우티카》에 나온다.

## 이야기
보이오티아의 왕 아타마스와 왕비 네펠레 사이에는 프릭소스와 헬레라는 아들과 딸이 있었다. 아타마스는 후에 이노라는 여자를 후처로 맞아들이는데 이 이노는 전처 네펠레의 자식을 미워하여 죽이려고 하였다. 네펠레는 자신의 아이들을 살리려고 메르쿠리우스 신에게 기도하자 신은 키소말로스라는 이름의 날개달린 황금빛 양 한마리를 보내준다. 네펠레는 프릭소스와 헬레를 이 양의 등에 태워 먼 나라 콜키스로 보내는데 도중에 딸 헬레는 바다에 빠져죽고 프릭소스만 무사히 콜키스 땅에 이른다. 이때 헬레가 빠져 죽은 바다는 "헬레스폰토스" 즉, '헬레의 바다'로 부른다.
콜키스에 도착한 프릭소스는 이 황금양을 잡아서 신께 제사를 올리고 그 양의 황금모피는 콜키스의 왕 아이에테스에게 선물로 준다. 아이에테스는 이 황금 양모를 전쟁의 신 아레스의 숲에 있는 떡갈나무 숲에 걸어놓고 결코 잠드는 일이 없는 용 한마리로 하여금 이 양모를 지키게 했다.

## 같이 보기
- 이아손
- 아르고나우타이
- 황금 양모 기사단